# Cyriotasiastes
Cyriotasiastes es un género de escarabajos longicornios de la tribu Lamiini.

## Especies
- Cyriotasiastes rhetenor (Newman, 1842)
- Cyriotasiastes rhetenor mindorensis Vives, 2009
- Cyriotasiastes rhetenor panayensis Barsevskis, 2018
- Cyriotasiastes rhetenor rhetenor (Newman, 1842)